# Awonawilona
Awonawilona. –Dualno božanstvo Zuñi Indijanaca iz Novog Meksika. Awonawilona, nema spola, i muškarac je i žena. Prije njega, kažu Zuñi, nije bilo ničega osim pare i magle. Awonawilona tada svojim dahom stvori vodu i oblake. Stvorio je univerzum od devet slojeva. Zemlja, veliki okrugli otok okružen je oceanima, nalazi se na središnjem sloju. Ostalih osam slojeva univerzuma dom su različitim vrstama životinja, ptica i drveća. 
Prvi ljudi živjeli su duboko u utrobi Majke zemlje (Awitelin Tsta) i nisu izgledali kao danas. Tijela im bijahu prekrivena muljem i sluzi a na nogama i rukama imali su plivače kožice. Oni nisu znali kako izgledaju jer se ispod zemlje nisu mogli dobro vidjeti, vladala je tama. Tada Otac sunce (Apoyan Tachi) naredi svojim sinovima-blizancima, bogovima rata da ih izvede na zemlju jer mu je bilo dosadno i nije mu se imao tko moliti. Bogovi rata pomognu ljudima da se ljestvama uspnu na zemlju. Kada su izašli spade mulj s njih i ljudi postadoše normalnog izgleda. Bogovi i duhovi naučiše ih da odaju počast Ocu suncu i pruži im blagoslov i zaštitu. Tunis (ovi prvi ljudi), neko vrijeme ostadoše na mjestu svoga pojavljivanja.  Tada im božanstva kažu da idu pronaći 'središnje mjesto (itiwana) svijeta', gdje će sebi izgraditi dom. Tada važni vračevi 'Rain priests’ povedoše ljude na putovanje dugo više godina. Niti jedno mjesto nije im odgovaralo i tjeralo ih dalje na pokret. Na koncu Tunis susretnu starca koji je bio važni Rain Priest (kišni svećenik). Naglo je pljusnula kiša a jedan vodeni pauk pokazao im je gdje je itiwana. Tu Indijanci izgradiše jedno naselje i još šest drugih. Današnji Zuñi potomci su tih prvih ljudi. 